# Titanenwurz
Die Titanenwurz (Amorphophallus titanum) ist eine auf Sumatra heimische Pflanzenart aus der Familie der Aronstabgewächse (Araceae). Die Gattung Amorphophallus ist mit rund 200 Arten in den Regenwäldern der Alten Welt von Neuguinea bis Westafrika verbreitet. A. titanum bringt den größten unverzweigten Blütenstand im Pflanzenreich hervor. Die bis über drei Meter hohe Blume riecht nach Aas, produziert Wärme (bis zu 37 °C) und lockt damit Käfer an, die für ihre Bestäubung sorgen. Die spektakulären Blühereignisse der Titanenwurz sind weltweit eine große Attraktion in botanischen Gärten.

## Vegetative Merkmale
Die Titanenwurz ist eine ausdauernde krautige Pflanze mit den weltweit größten Blumen, die zu den sogenannten Kesselfallenblumen zählen. Die Pflanze hat eine bis über 110 kg schwere Knolle als Überdauerungsorgan, die jährlich ein einziges bis über 5 m hohes Laubblatt oder alternierend einen Blütenstand ausbildet. Solange sie das Laubblatt besitzt – es bleibt meist 10 bis 15 Monate erhalten – werden Nährstoffe aufgebaut und in der wachsenden Knolle gespeichert. Die Knolle nimmt dadurch deutlich an Masse zu. So hatte ein Exemplar, das Ostern 2011 im botanischen Garten von Basel blühte, in der rund 15 Monate dauernden Vegetationsphase davor die Knollenmasse von 8 auf 24,5 kg erhöht. Nach einer Vegetationsphase folgt eine Ruhephase, in der das Blatt abstirbt und auch die Wurzeln der Knolle verkümmern. Es schließt sich dann wiederum eine Vegetationsphase an. Damit das Blütenstadium erreicht werden kann, muss die Knolle mindestens 20 kg wiegen, Knollen können ihr Gewicht innerhalb einer Vegetationsperiode verdreifachen, die größte Knolle im Botanischen Garten Bonn wog 2006 über 117 kg.
Das einzige große, bis über 5 m hohe Laubblatt erinnert in seiner Gestalt an einen kleinen Baum mit schirmförmiger Krone. Um sich vor Fraßfeinden zu schützen, besitzt der lange Blattstiel Flecken, die einen Flechtenbewuchs vortäuschen (Mimikry), wie er auch auf der Rinde von Regenwaldbäumen zu finden ist. Die Blattspreite ist mehrfach geteilt.

## Generative Merkmale
Die Titanenwurz ist einhäusig getrenntgeschlechtig (monözisch). Der Blütenstand ist aus blütenbiologischer Sicht die größte Blume der Welt. Die eigentlichen, relativ kleinen Blüten sitzen zu Hunderten – weibliche unterhalb der männlichen – an der Basis des Blütenkolbens und sind von einem einzelnen, sehr großen Hochblatt (Spatha) umhüllt. Der obere sterile Teil des Blütenkolbens (Spadix) ist stark verlängert und lockt durch den Geruch bestäubende Insekten (Osmophor) an.
Die gewaltige Blume öffnet sich meist am späten Nachmittag und blüht nur ein bis zwei Tage. Wurden Blüten bestäubt, reifen innerhalb von 8 Monaten orangerote Beeren heran, im Folgejahr entsteht wieder ein Laubblatt. Kräftige Pflanzen blühen jedes zweite oder dritte Jahr, die Knolle kann in Kultur mindestens 20 Jahre alt werden.
Im Englischen wird die Pflanze als “Titan Arum” oder wegen ihres Geruchs als „Corpse Flower“ („Leichenblume“) bezeichnet. Indonesische Namen für diese Art sind bunga suweg raksasa oder allgemein bunga bangkai (Aas-, Leichenblume), sie kommt nur auf Sumatra vor. Viele botanische Gärten kultivieren heute diese Pflanzenart, im Botanischen Garten Bonn blühte die Titanenwurz seit 1937 regelmäßig.

## Ökologie und Verbreitung
Die jungen Pflanzen leben im Unterwuchs der Regenwälder Sumatras und kommen in durch das Absterben von Urwaldriesen entstandenen Lücken („gaps“) zur Blüte. Jungpflanzen verharren jahrelang im Regenwaldschatten und beginnen mit hoher Geschwindigkeit bei entstandenen Lücken oder an ruderalen Stellen bei Lichteinfall zu wachsen und können ihr Knollengewicht innerhalb einer Vegetationsperiode verdreifachen. Um Insekten wie Aaskäfer der Gattung Diamesus und Kurzflügler der Gattung Creophilus aus großer Entfernung an die vereinzelt im Regenwald stehenden Blumen zu locken, geben die Blütenstände einen für Menschen unangenehmen Aasgeruch ab. Die Blütenbiologie ist durch ihre Thermogenese und Rhythmik höchst bemerkenswert: Der Kolben des Blütenstands erwärmt sich in rhythmischen Intervallen auf über 36 °C und sendet über die entstehende Konvektionsströmung seinen Aasgeruch über weite Entfernungen, um Bestäuber anzulocken. Der üble Geruch wird durch eine Reihe schwefelhaltiger Verbindungen und Amine verursacht, dazu zählen Dimethyldisulfid, Dimethyltrisulfid, Putrescin und Cadaverin.
Die Bestäuber kriechen in den Blütenkessel hinab, um dort ihre Eier zu legen und sichern dabei auch die Bestäubung. Die Larven verhungern jedoch nach dem Schlüpfen.

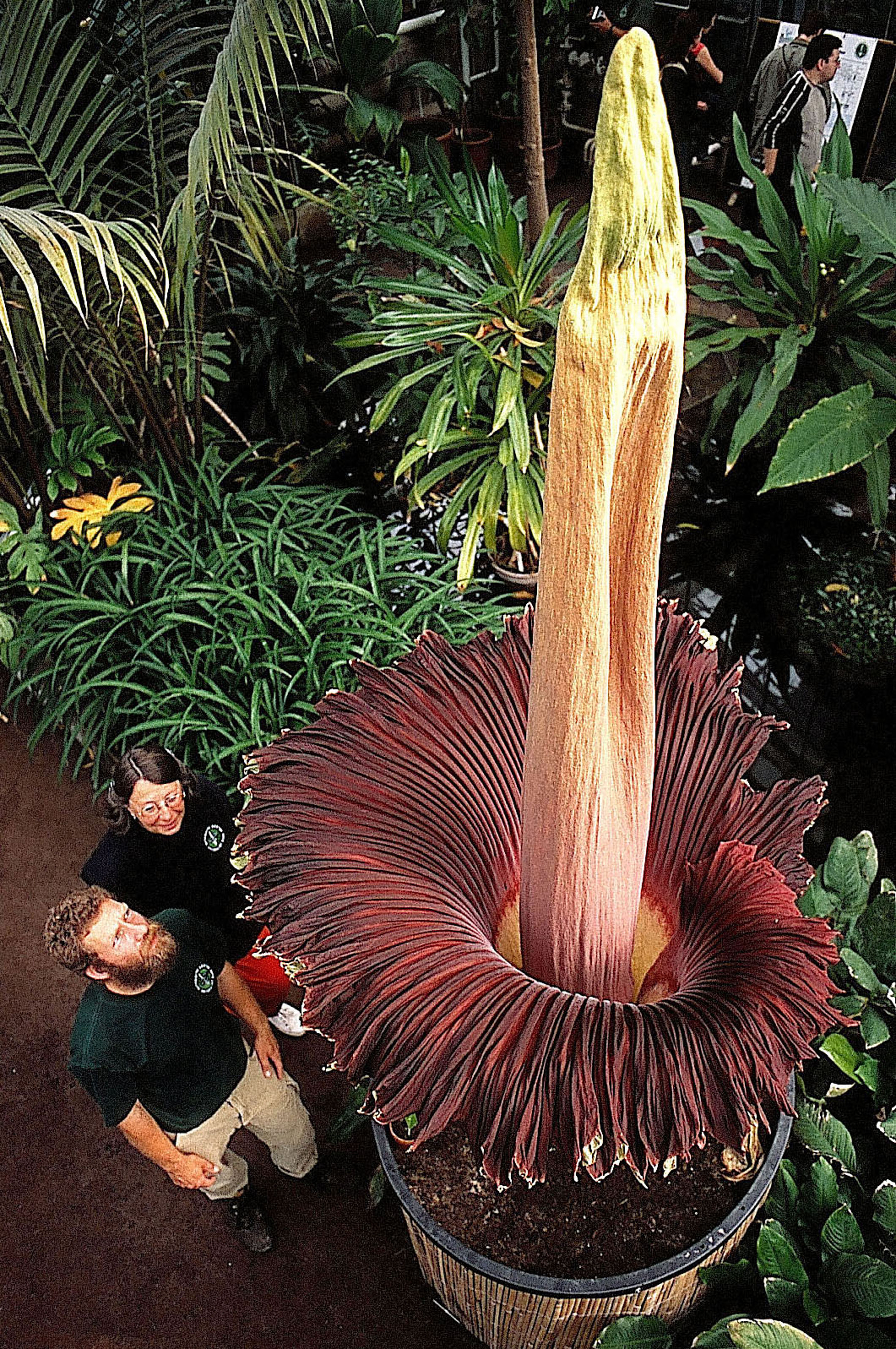
Diese Weltrekordblüte erreichte im Mai 2003 im Botanischen Garten Bonn eine Höhe von 306 cm.

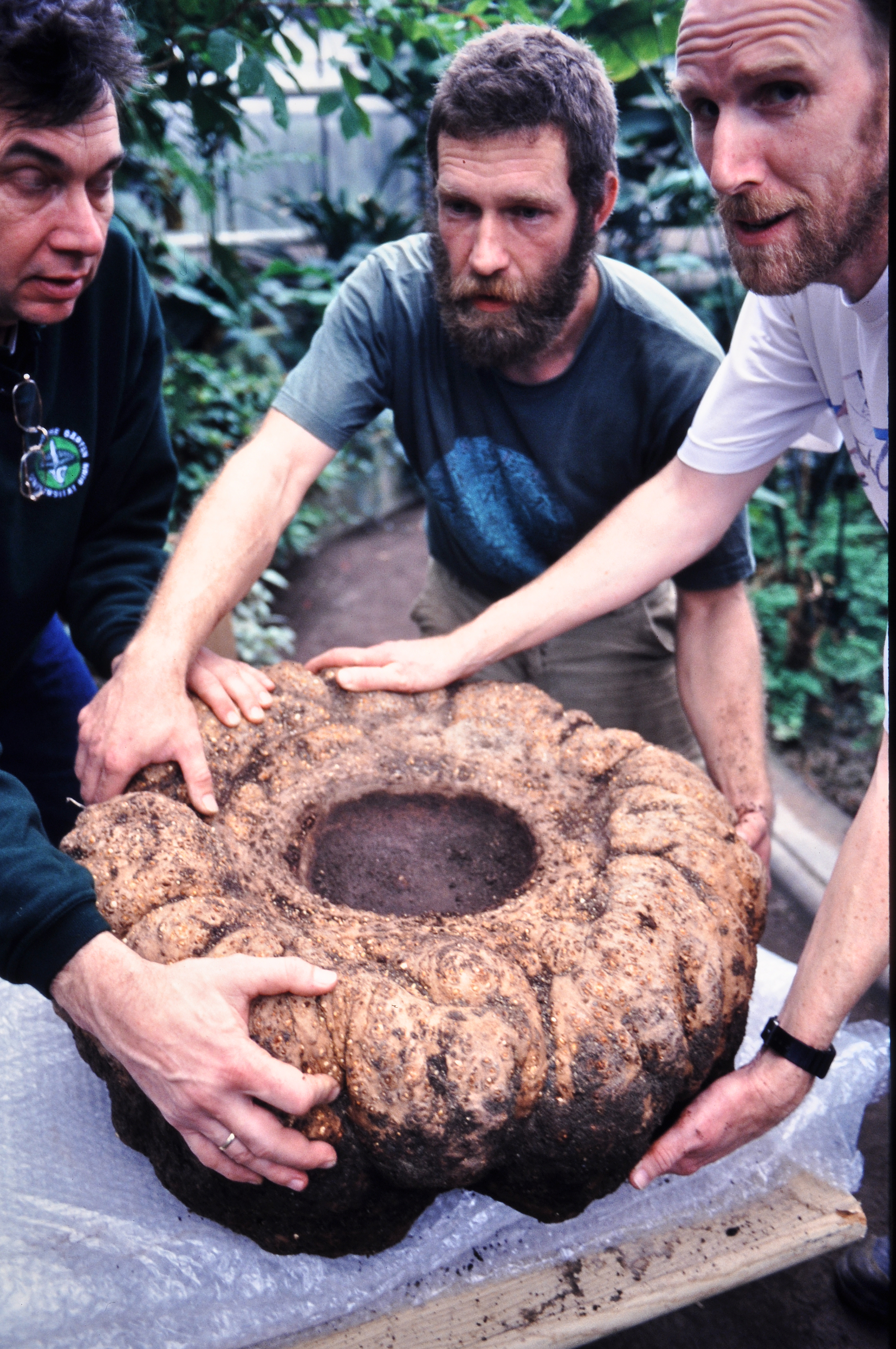
Die Knolle dieser Titanwurz hatte im Mai 2006 ein Gewicht von 117 kg. Nach der Pflanzung entwickelten sich drei Blütenstände gleichzeitig aus ihr.

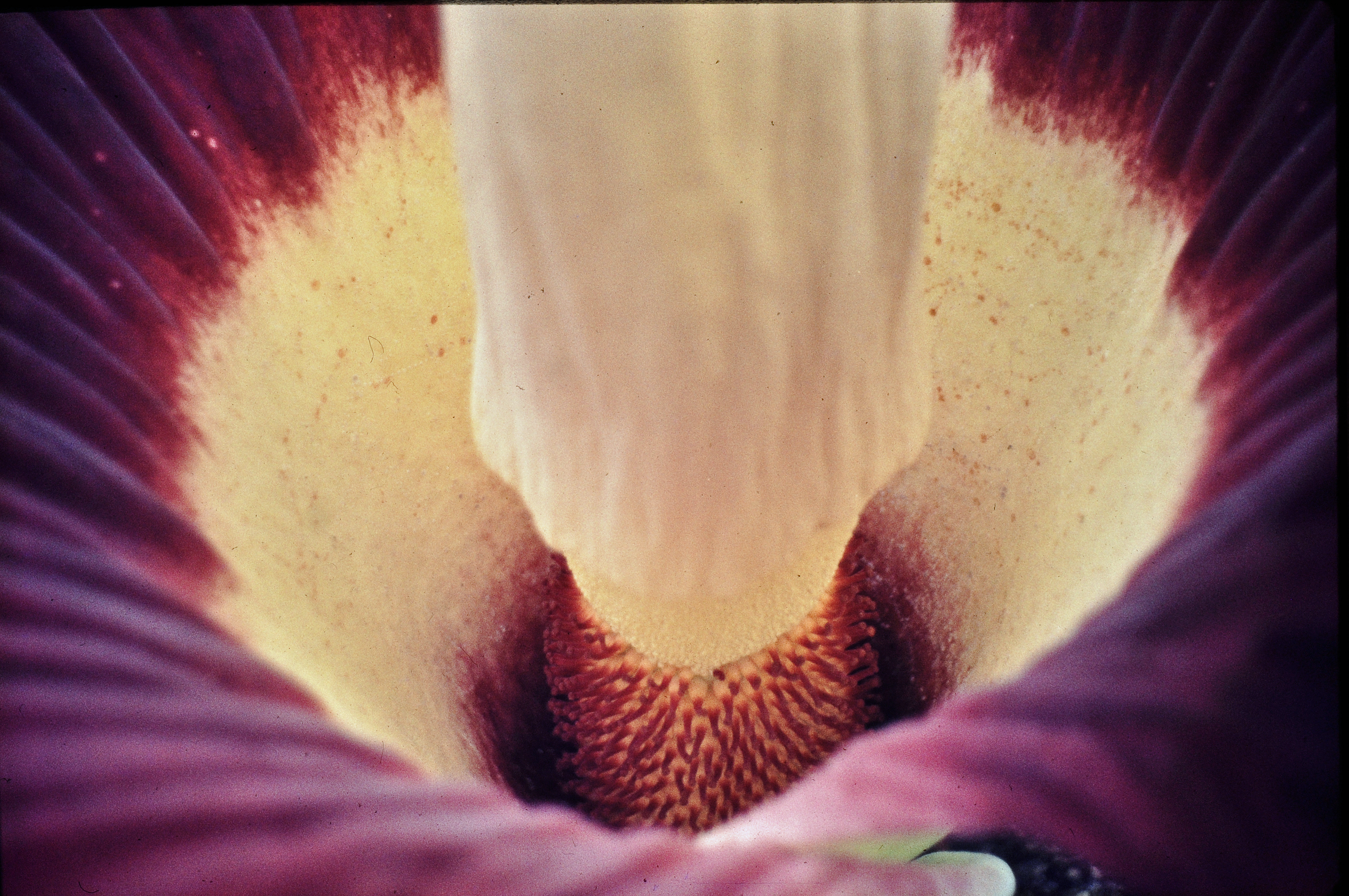
Blick in den Trichter der geöffneten Blume, die Einzelblüten sitzen an der Basis des Kolbens.

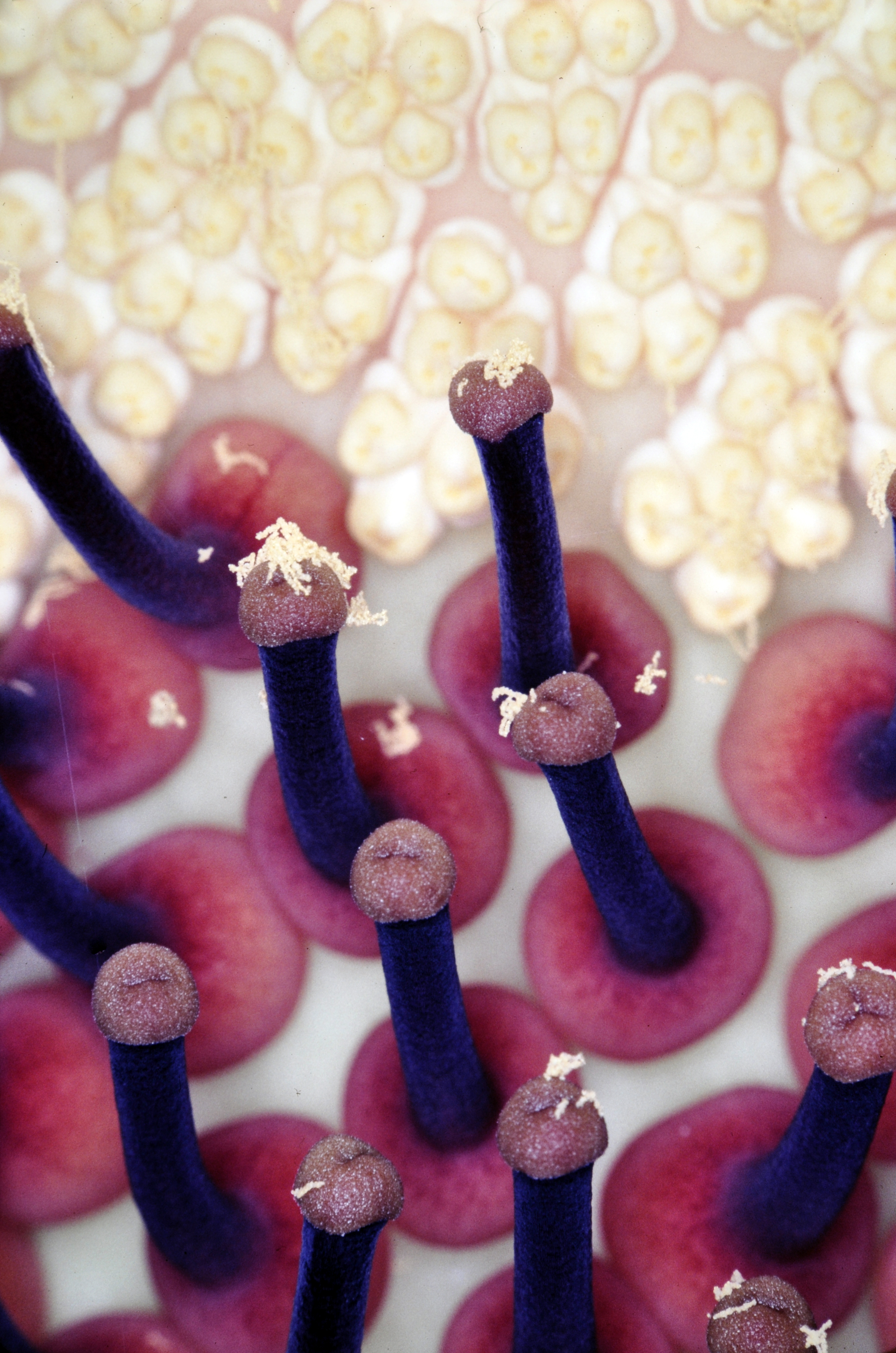
Die kleinen männlichen (oben) und weiblichen (unten, mit Pollen auf den Narben) Einzelblüten sitzen an der Basis des Blütenkolbens. Umgeben von dem Hochblatt sind sie von außen kaum sichtbar.

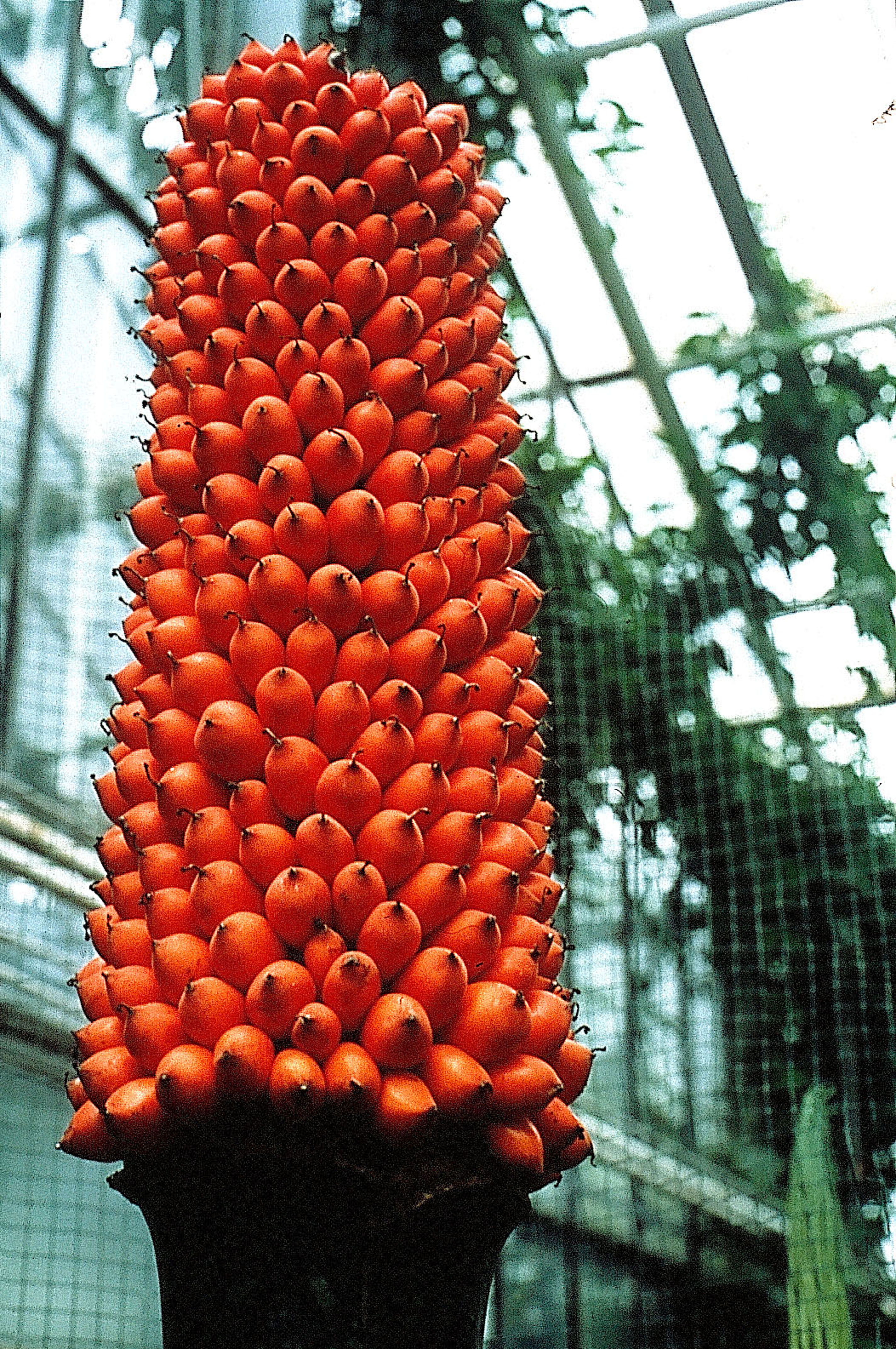
Ein reifer Fruchtstand der Titanenwurz an der Universität Bonn. Die weiblichen Blüten haben sich zu orangefarbenen Beeren entwickelt, aus denen nach der Aussaat 2009 hunderte von Jungpflanzen gezogen wurden.

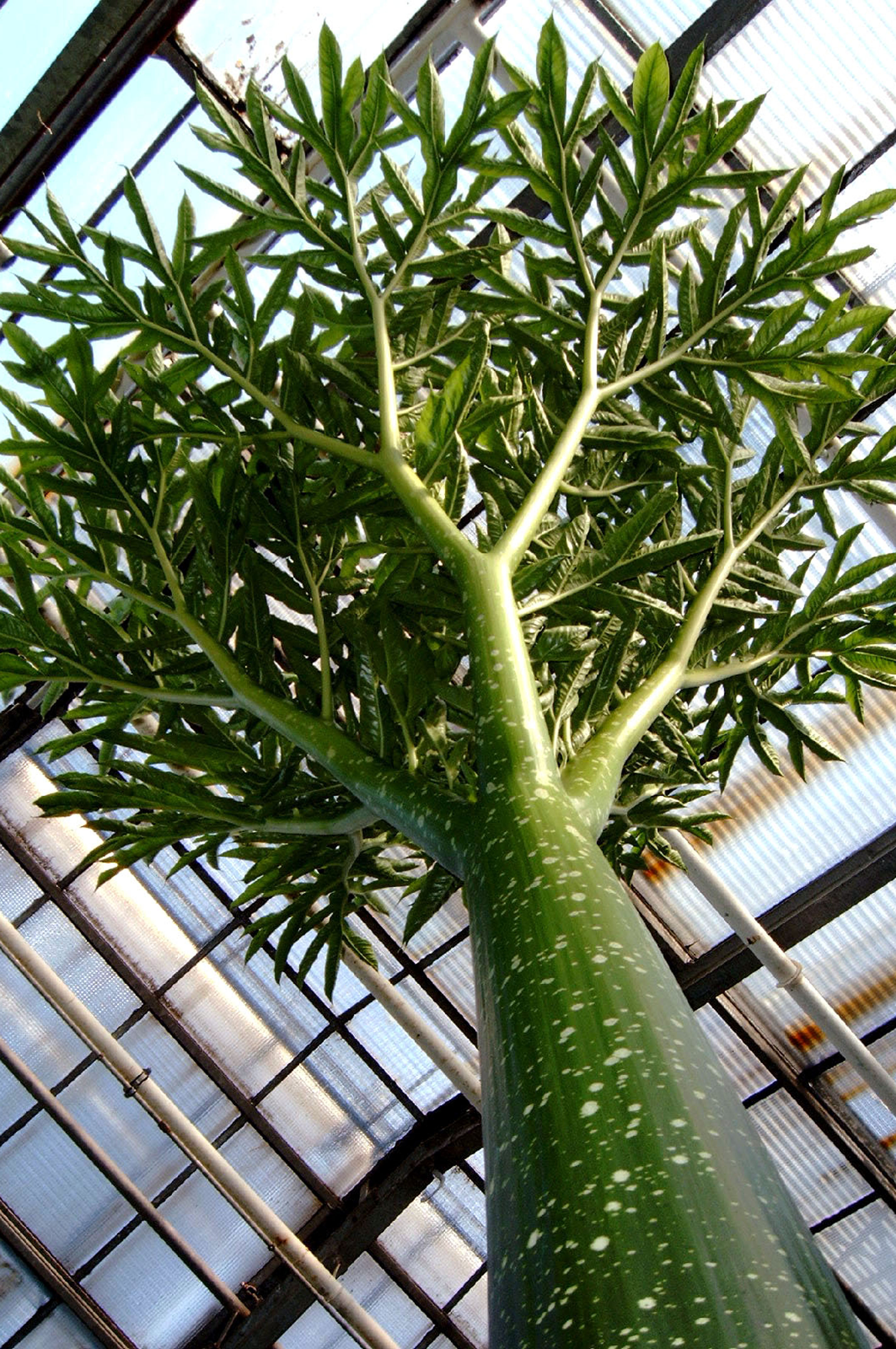
Ein einziges junges sich gerade entfaltendes knapp 4 m hohes Blatt in den Botanischen Gärten Bonn. Der gewaltige Blattstiel zeigt ein Flechten-Mimikry-Muster. Mit der vielfach dichotom gefiederten Blattspreite imitiert das empfindliche Blatt einen stabilen alten Baumstamm mit Krone im Unterwuchs eines Regenwaldes.

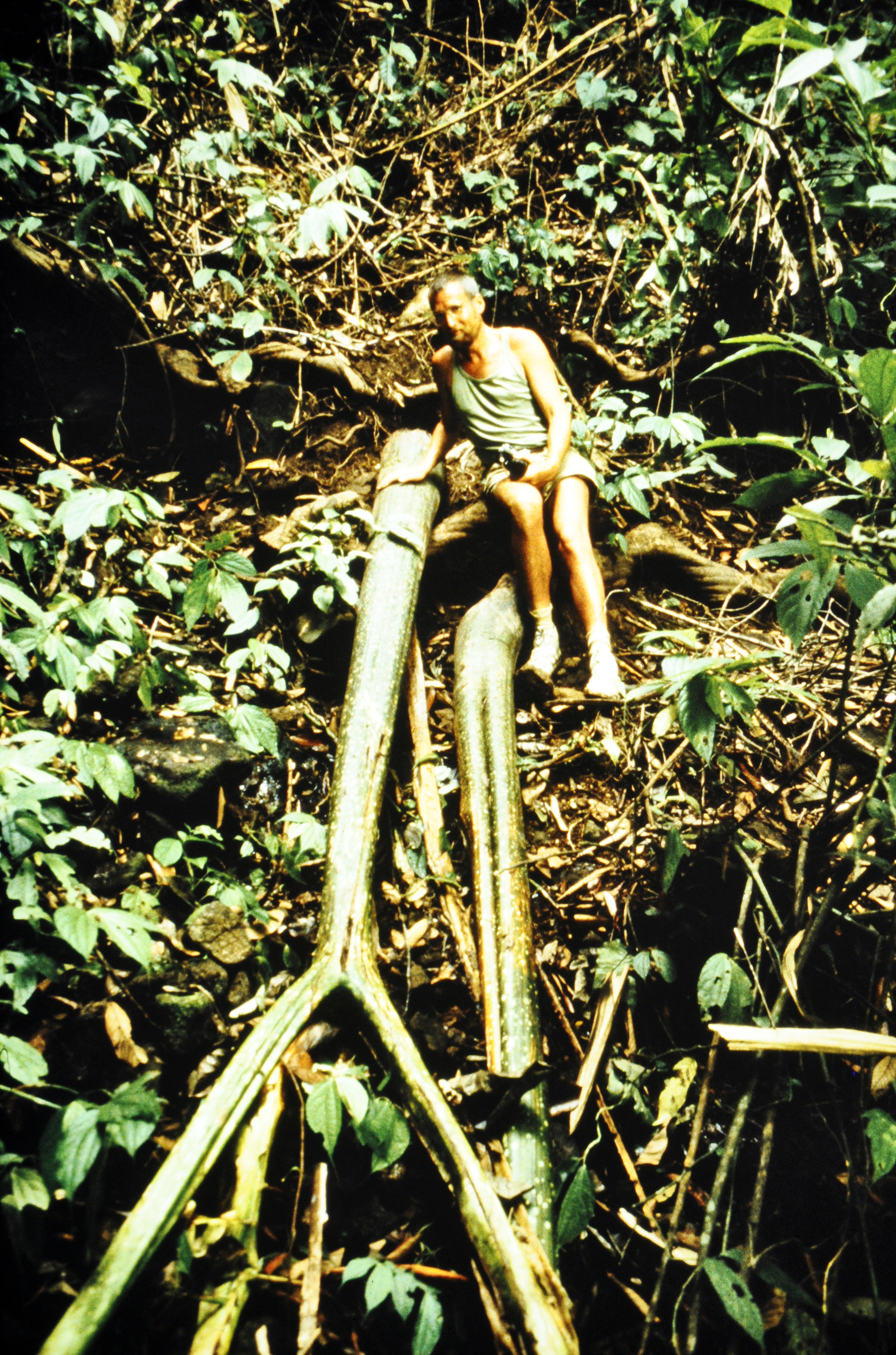
Zwei abwelkende umgeknickte Blätter der Titanenwurz am natürlichen Standort 1984 in Sumatra

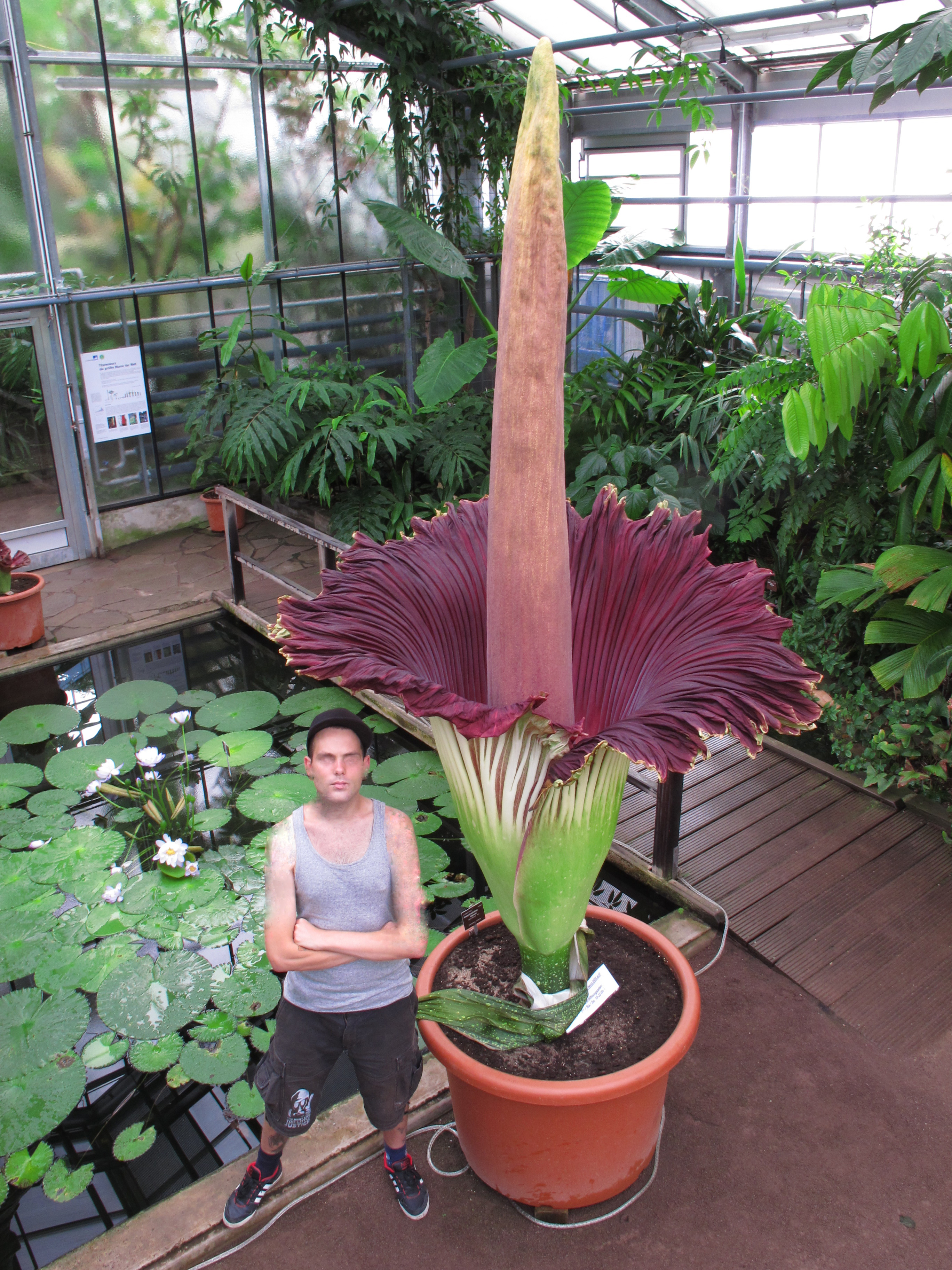
Der aktuelle Weltrekord einer Titanenwurz: Der wissenschaftlich dokumentierte Blütenstand erreichte am 21. Juni 2013 in den Botanischen Gärten Bonn eine Höhe von 320 cm

## Geschichte
Amorphophallus titanum ist eine der spektakulärsten Erscheinungen in der Pflanzenwelt. Im Westen wurde sie durch den Florentiner Botaniker Odoardo Beccari bekannt, der 1878 während einer Expedition im Atjer Mantior auf Sumatra am 6. August Blätter und eine fruchtende Pflanze sowie am 5. September ein blühendes Exemplar sah. Beccari schickte einige Knollen und Samen nach Florenz. Die Knollen gingen zugrunde, aber einige wenige Samen keimten, und von diesen Sämlingen wurden einige an die Royal Botanic Gardens in Kew, London gesandt. Dort gelangte die Titanenwurz 1889, elf Jahre nach der Entdeckung, zum ersten Mal außerhalb ihrer Heimat zur Blüte. Bereits im November 1878, dem Jahr der Entdeckung, gab Beccari seinen außergewöhnlichen Fund im Gardeners Chronicle bekannt und benannte die Pflanze Conophallus titanum. Giovanni Arcangeli gab ihr 1879 ihren heute gültigen wissenschaftlichen Namen. Die größte Sammlung von Amorphophallus-Arten weltweit hatten vermutlich die botanischen Gärten der Universität Bonn nach dem Ersten Weltkrieg beginnend mit Max Koernicke aufgebaut, er hatte 1934 die ersten Pflanzen auf Sumatra gesammelt, die 1937 in Bonn zur Blüte kamen und wissenschaftlich erforscht und dokumentiert. Ab 1985 wurde die Titanenwurz-Sammlung durch engagierte gärtnerische Mitarbeiter (u. a. Manfred Koenen, Michael Neumann) und Wissenschaftler (u. a. Wilhelm Barthlott und Wolfram Lobin) erweitert. Es wurden lebende Knollen aus Sumatra importiert, weitere Pflanzen kamen aus der Meristemvermehrung von Blatt-Zellkulturen von Hans Willy Kohlenbach aus dem Palmengarten Frankfurt am Main. Durch die neuartige Methode konnten damals rund 33 klonierte Pflanzen an botanische Gärten verteilt werden. A. titanum war in Bonn seit 1937 zur Blüte gekommen und bis 2020 kamen 28 Pflanzen zur Blüte, darunter waren die beiden größten wissenschaftlich dokumentierten Blumen weltweit.

## Rekorde
Es gibt eine Reihe von nicht dokumentierten oder nachprüfbaren zweifelhaften Angaben von Größen der Blumen. Ihre Höhe wurde häufig inklusiv der unterirdischen Knolle angegeben, in wenigen Fällen aber erst ab der Erdoberfläche gemessen. Die mächtige Knolle hat eine Pflanztiefe von 20–35 cm. Im Botanischen Garten Bonn erreichte der weltweit erste größte fotografisch und wissenschaftlich dokumentierte publizierte, Rekord-Blütenstand im Mai 2003 eine Höhe von 3,06 m (ab Knollenoberseite), er fand einen Eintrag in das Guinness-Buch der Rekorde. Die Knolle dieses Exemplars hatte im Folgejahr eine Masse von 117 kg erreicht und brachte 2006 drei Blütenstände gleichzeitig hervor. Am 21. Juni 2013 entfaltete eine 80-kg-Knolle einen Blütenstand mit einer neuen Weltrekordblume von 325 cm Höhe ab Knollenoberseite gemessen (ab Erdoberfläche 290 cm). Das größte Exemplar in den USA blühte im Orchideenhaus des Zahnarztes Dr. Louis Ricciardiello am 18. Juni 2010 in New Hampshire und erreichte nach Angaben des Besitzers eine Höhe von 310 cm gemessen ab der Knollenoberseite.
Im Palmengarten der Stadt Frankfurt blühte ein und dasselbe Exemplar im April und Dezember 2018, ohne dazwischen ein Blatt zu entwickeln. Beide Blütenstände waren über 2 m hoch.

## Sonstiges
Blühereignisse, über die oft die Medien berichten, locken Tausende von Besuchern in botanische Gärten. Die auffälligen Blühereignisse in Kultur sind seit 1889 (Kew bei London) bis heute weitgehend lückenlos dokumentiert. Nachdem man die Kulturbedingungen genau kennt, blüht die Titanenwurz beinahe regelmäßig in den großen botanischen Gärten der ganzen Welt. Allein in der Bundesrepublik werden jedes Jahr drei bis acht Titanenwurz-Blüten gemeldet. Neben Bonn, dem Palmengarten in Frankfurt, der Wilhelma in Stuttgart, werden auch von kleineren Gärten und aus den USA sogar aus Privatsammlungen Blüten gemeldet.